# Parole de candidat
Parole de candidat est un magazine politique français, créé en 2012, diffusé le lundi soir à 20 h 50 sur TF1 et présenté par Laurence Ferrari.

## Principe de l'émission
Parole de candidat est une émission qui a été créée dans le cadre de l'élection présidentielle française de 2012 et qui a pour but d'interroger les principaux candidats sur leur projet présidentiel. Le candidat est ainsi questionné par 14 français et 5 journalistes (Francois Bachy, François-Xavier Pietri, Michel Field, Françoise Fressoz et Etienne Gernelle).

## Invités
- 20 février 2012 : François Bayrou et Eva Joly
- 27 février 2012 : François Hollande
- 5 mars 2012 : Marine Le Pen et Jean-Luc Mélenchon
- 12 mars 2012 : Nicolas Sarkozy

## Audiences
| Date de diffusion | Audience     | Part de marché | Observations |
| ----------------- | ------------ | -------------- | --- |
| 20 février 2012   | 2,2 millions | 9 %            | TF1 se classe en 3e position des chaines nationales et réalise sa pire audience en prime-time depuis 1991. La presse française qualifie cette audience de « flop » et « d'accident industriel », |
| 27 février 2012   | 3,2 millions | 12,7 %         | TF1 se classe encore en 3e position des chaines nationales[réf. nécessaire]. |
| 5 mars 2012       | 4,8 millions | 19,8 %         | TF1 se classe en 2e position des chaines nationales[réf. nécessaire]. |
| 12 mars 2012      | 4,6 millions | 19,0 %         | TF1 se classe en 2e position des chaines nationales[réf. nécessaire]. |